# Höchstetten (Leutershausen)

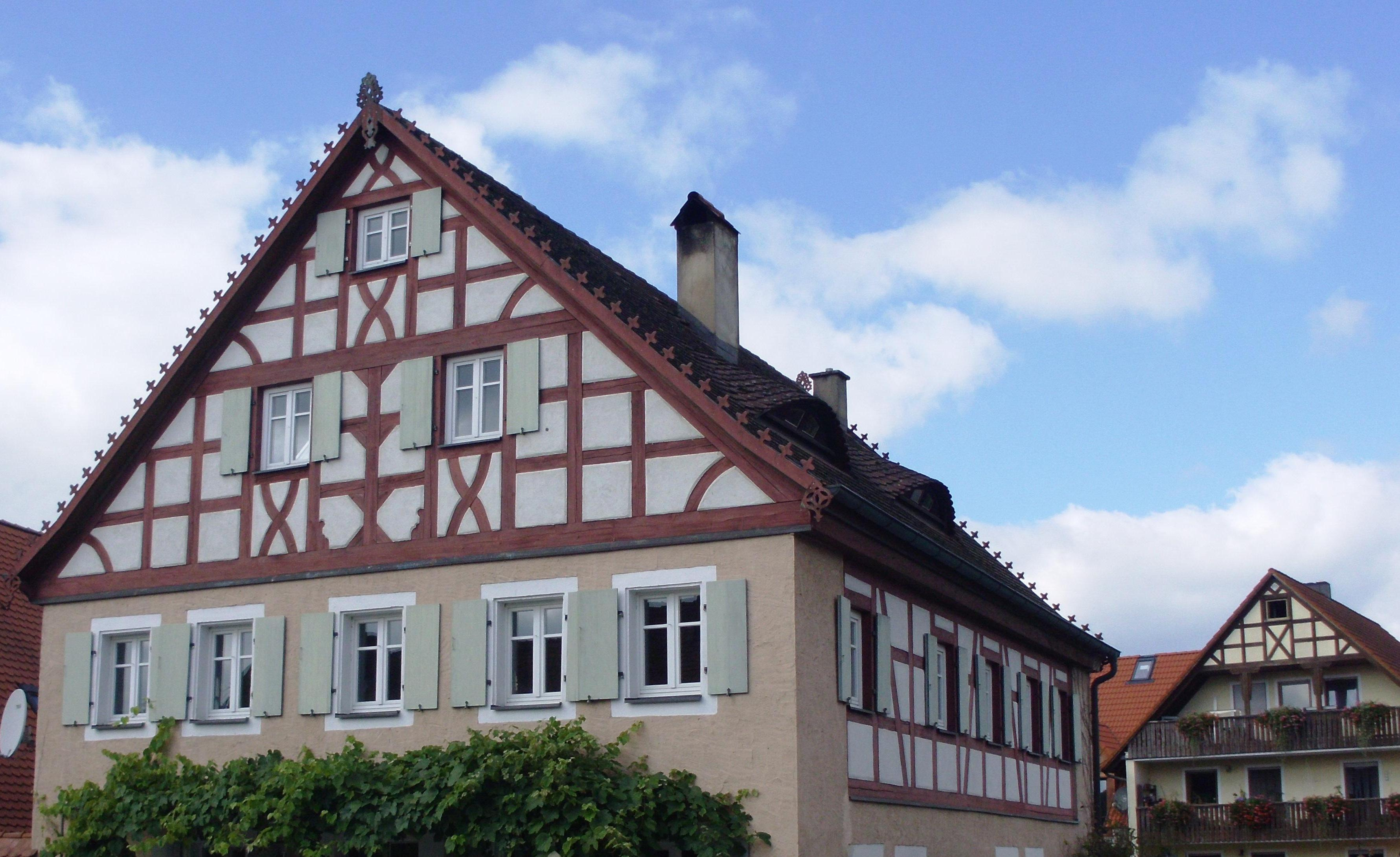
Fachwerkgiebel in Höchstetten

Höchstetten ist ein Gemeindeteil der Stadt Leutershausen im Landkreis Ansbach (Mittelfranken, Bayern). Höchstetten liegt in der Gemarkung Frommetsfelden.

## Geografie
Das Dorf liegt links an der Altmühl. Der Furthgraben mündet dort als rechter Zufluss in die Altmühl. 0,5 km südwestlich liegt das Waldgebiet Weidlach, 0,5 km östlich das Seeholz. Gemeindeverbindungsstraßen führen nach Pfetzendorf (0,5 km südlich), nach Frommetsfelden (1 km nördlich), zur Staatsstraße 2245 bei Bauzenweiler (2 km östlich) und an Erndorf vorbei zur Kreisstraße AN 3 (2 km südöstlich).

## Geschichte
Laut dem 16-Punkte-Bericht des brandenburg-ansbachischen Amtes Leutershausen von 1608 gab es im Ort acht Mannschaften (=Untertanenfamilien), von denen sieben dem Stiftsamt Ansbach und eine dem Amt Colmberg vogt-, gült-, steuer- und lehenbar waren. Im 16-Punkte-Bericht von 1681 wurden neun Mannschaften verzeichnet, von denen sieben dem Stift Ansbach und je eine dem Vogtamt Jochsberg und dem Vogtamt Colmberg unterstanden. In der Vetterschen Oberamtsbeschreibung von 1732 heißt es, dass der Weiler aus einem zum Kastenamt Colmberg, einem zum Vogtamt Jochsberg und nur noch fünf zum Stiftsamt Ansbach gehörenden Untertanen besteht; außerdem gab es ein Gemeindehirtenhaus. Jedes Amt hatte die Vogtei über seine Untertanen inner Ettern inne; die Vogtei außer Ettern, die Fraisch und die Gemeindeherrschaft lagen beim Stadtvogteiamt Leutershausen. Das Jochsberger Gut wurde in den markgräflichen Lehenbüchern von 1423, 1459 und 1544 aufgeführt. Am Ende des Alten Reiches saßen in Höchstetten elf Untertanen; ein Köblergut gehörte grundherrschaftlich zum Kastenamt Colmberg, drei Halbhöfe, fünf Köblergüter und ein Leerhaus dem Stiftsamt Ansbach und ein Hof dem Vogtamt Jochsberg. Gemeindlicher Besitz waren das Hirtenhaus und das Brechhaus. Hochgerichtlich unterstanden die Untertanen dem Stadtvogteiamt Leutershausen; die Dorf- und Gemeindeherrschaft übte das Stiftsamt Ansbach aus. Niedergerichtlich war jede Grundherrschaft für ihren Besitz zuständig. Von 1797 bis 1808 unterstand der Ort dem Justizamt Leutershausen und Kammeramt Colmberg.
Im Rahmen des Gemeindeedikts wurde Höchstetten dem 1808 gebildeten Steuerdistrikt Frommetsfelden zugeordnet. Es gehörte auch der 1810 gegründeten Ruralgemeinde Frommetsfelden an. Mit dem Zweiten Gemeindeedikt (1818) wurde es in die neu gebildete Ruralgemeinde Bieg umgemeindet. Am 1. Juli 1972 wurde Höchstetten im Zuge der Gebietsreform in Bayern nach Leutershausen eingemeindet.

## Einwohnerzahlen
| Jahr      | 001818 | 001840 | 001861 | 001871 | 001885 | 001900 | 001925 | 001950 | 001961 | 001970 | 001987 |
| Einwohner | 57     | 57     | 59     | 60     | 57     | 70     | 56     | 68     | 62     | 64     | 60     |
| Häuser    | 14     | 11     |        |        | 12     | 12     | 11     | 12     | 13     |        | 15     |
| Quelle    | [ 16 ] | [ 17 ] | [ 18 ] | [ 19 ] | [ 20 ] | [ 21 ] | [ 22 ] | [ 23 ] | [ 24 ] | [ 25 ] | [ 1 ]  |

## Religion
Der Ort ist seit der Reformation evangelisch-lutherisch geprägt und bis heute nach St. Peter (Leutershausen) gepfarrt, die Einwohner römisch-katholischer Konfession sind nach Kreuzerhöhung (Schillingsfürst) gepfarrt.